# Mort de Yahya Sinwar
Guerre à Gaza depuis 2023
La mort de Yahya Sinwar survient le 16 octobre 2024. Alors chef politique et militaire du Hamas, cerveau des attaques du 7 octobre 2023, Sinwar est depuis lors l'un des hommes les plus recherchés par Israël. Il meurt lors d'une escarmouche avec une patrouille israélienne à Rafah, dans le sud de la bande de Gaza,. Le corps de Sinwar est d'abord identifié provisoirement sur les images d'un drone de reconnaissance,. Les enquêteurs qui ont interrogé Sinwar durant sa détention en Israël ainsi qu'un dentiste sont appelés pour identifier le corps, qui est transféré en Israël. Le ministre des Affaires étrangères israélien confirme plus tard la mort de Yahya Sinwar.
La mort de Sinwar est fortuite et l'opération militaire n'a pas été planifiée dans ce but. Dans une déclaration conjointe, les porte-paroles de Tsahal et du Shin Bet indiquent qu'« il n'y avait aucun signe de la présence d'otages dans la zone ».

## Contexte
Sinwar est choisi comme chef du bureau politique du mouvement le 6 août 2024, après l'assassinat d'Ismaël Haniyeh.

## Déroulement
Le 16 octobre 2024, vers 10 h du matin, les soldats de Tsahal patrouillent au nord-ouest de Rafah, à Tal Al Sultan, et remarquent des personnes suspectes entrant et sortant d'un bâtiment à proximité, après quoi un ordre d'engagement est donné,. À 15 h, un drone de Tsahal détecte trois hommes armés sortant du bâtiment, deux sous une couverture[pas clair] et ouvrant la voie à un troisième. Les soldats ouvrent le feu et le groupe se disperse ; deux hommes entrent dans un bâtiment et le troisième, dont il s'avère plus tard qu'il s'agit de Sinwar, entre dans un autre bâtiment et monte au deuxième étage. Un soldat de Tsahal est grièvement blessé dans la fusillade qui suit. Un char tire alors un obus sur l'endroit où se trouve Sinwar et les fantassins entreprennent d'inspecter le bâtiment lorsque deux grenades sont lancées sur eux, dont une seule explose. Les soldats se retirent alors et envoient un drone qui détecte la silhouette d'un individu blessé, au visage couvert, qui tente de déstabiliser le drone avec un bâton. Sinwar est finalement tué par un tir à la tête.[réf. nécessaire]
Après l'incident, les soldats découvrent un corps dont le visage ressemble à celui de Sinwar, vêtu d'un treillis militaire, coiffé d'un keffieh et tenant un AK-47, armé d'un pistolet et de grenades[réf. nécessaire]. D'autres objets sont trouvés sur lui, notamment 40 000 shekels en espèces, un briquet, un misbaha et un passeport périmé usurpé,, celui de Hani H. S. Zourob, né le 21 août 1984 à Rafah, un agent de l'UNRWA,, ayant traversé la frontière de la bande de Gaza vers l’Égypte en avril 2024.
Deux autres corps sont retrouvés, ceux de Mahmoud Hamdan et d'Hani Hamidan, eux aussi avec de l'argent liquide, des armes et de fausses pièces d'identité,. 
L'armée israélienne avait annoncé avoir assassiné Mahmoud Hamdan le 10 septembre 2024.
Les responsables israéliens informent le cabinet de sécurité de la mort probable de Sinwar. Les forces de Tsahal ne visaient pas spécifiquement Sinwar au cours de l'opération et elles n'avaient pas anticipé sa présence dans la zone.
Les premiers rapports indiquent que des tests ADN, dentaires et d'empreintes digitales sont effectués en vue d'une identification formelle, car Tsahal détient les dossiers de Sinwar datant de son séjour en prison. Des photos non vérifiées circulant sur les réseaux sociaux montrent que le corps est celui de Sinwar. Le journal israélien Yediot Aharonot, qui publie également des photographies du corps, confirme que l'unité de police médico-légale israélienne a établi un lien indiscutable avec les informations des dossiers dentaires de Sinwar.

## Réactions
Le ministre israélien de la Défense, Yoav Gallant, a tweeté que « Israël s'est engagé à éliminer les terroristes où qu'ils se trouvent ». Le chef de l'opposition Yaïr Lapid déclare que le gouvernement doit saisir l'opportunité d'agir de manière décisive au sujet des otages.
L'Organisation de libération de la Palestine (OLP) « pleure » la mort de Yahya Sinouar indique t-elle dans un communiqué, appelant à « l'unité » des factions palestiniennes. Dans un autre communiqué, le Fatah a affirmé que la politique d'Israël de « meurtre et de terrorisme ne réussira pas à briser la volonté de notre peuple d'obtenir nos droits nationaux légitimes à la liberté et l'indépendance[réf. non conforme] ».
En Syrie, une partie de l'opposition (Conseil islamique syrien, Ahrar al-Cham, Abd al-Rahim Atoun et Mazhar al-Wais du Conseil suprême de la Fatwa de Hayat Tahrir al-Cham) rend hommage à Yahya Sinwar, ce qui n'est pas le cas du gouvernement de Bachar el-Assad, malgré ses liens de longue date avec le Hamas	
,,. 
La branche d'Al-Qaïda dans le sous-continent indien est la première à publier un éloge funèbre de Yahya Sinwar le 18 octobre, suivie de la branche d'Al-Qaïda dans la péninsule Arabique le 20 octobre et enfin du commandement central d'Al-Qaïda le 25 octobre .  
En Afghanistan, le porte-parole du gouvernement taliban, Zabihullah Mujahid, indique que « c'est avec une profonde tristesse que nous avons appris la nouvelle du martyre de Yahya Sinwar », ajoutant qu'il « servira à intensifier et fortifier la résistance » contre les forces israéliennes,. 
Selon le politologue franco-libanais Ziad Majed, les partisans de Yahya Sinwar considèrent qu'il est mort en héros. En effet, les images de son exécution montrant qu'il a combattu jusqu'à son dernier souffle renforcent son aura de martyr. Elles donnent lieu dans les jours qui suivent à une nouvelle expression arabe : le « bâton de Sinwar » (عصا السنوار), qui symbolise la persévérance,,. L'acteur égyptien Khaled El Nabawy commente : « Ton bras est tombé, ramasse-le et frappes ton ennemi. C'est ce qu'a dit Mahmoud Darwich et c'est qu'a fait Yahya Sinwar ». D'autre part, selon l'historien israélien Ori Goldberg (d), l'opinion israélienne ne crie pas au triomphe, car la présence de Sinwar n'a pas été anticipée et qu'il n'a été trouvé qu'au hasard d'une patrouille, ce qui est à porter au discrédit des services de renseignement et de l'armée.

## Analyses
Le politiste palestinien Omar Shaban estime que sa mort « est un coup dur pour le Hamas. Yahya Sinwar était un facteur unificateur à Gaza. Il avait été élu deux fois et a réussi à créer un environnement favorable pour l'ensemble des factions palestiniennes dans l'enclave. Ça lui prendra du temps avant de se reconstituer. »